# 浦口电厂
浦口电厂，又称津浦铁路浦口电氣厂:390，为津浦铁路管理部门在浦口火车站附近设立的一座专供铁路及其附属设施电力的发电厂，后又作为下关电厂的辅助发电厂使用。电厂于1924年投入使用，1951年终止发电。现发电厂共计3座建筑被列为南京市文物保护单位，且位于浦口火车站历史风貌区中。

## 电厂历史
民國9年（1920年），津浦鐵路的管理部门開始在浦口站附近的長江江邊籌建一座發電廠:85。民國12年（1923年）電廠完工，民国13年（1924年）4月开始试运行，并自7月正式启用:390。建成初期电厂所提供的電力专用于浦镇机厂、浦口火车站、浦镇火车站等铁路设施，自民国17年（1928年）起开始向浦镇和浦口的居民区送电。:36:687
民国21年（1932年）5月，为满足铁路列车的电灯用电，电厂开始制造蓄电池，其他铁路部门也曾向电厂订购蓄电池。:390
民国20年（1931年）冬季，江南下关的首都电厂（下关电厂）与浦口电厂签订协议，并在两座电厂之间的长江江底铺设电缆，民国21年（1932年）9月22日竣工，浦口电厂开始以6.6千伏电压向对岸供电:187。此后至次年3月，电厂一度向首都电厂供给电力，在此半年内电厂输电达90万余千瓦时。民国23年（1934年），电厂又与首都电厂达成协议，以“以电易电”的原则合作供电。具体执行方式为：浦口电厂白天停运，此前该电厂负责的用电改由首都电厂负责；夜间用电高峰时，浦口电厂开始发电以支援首都电厂的发电。:390
抗战爆发后日军逼近南京，浦口电厂机件偕同其他铁路所有的物料被紧急转移至汉口交由粤汉铁路使用:81。日军占领期间浦口与下关间的电缆被完全毁坏，最后废弃:187。
1951年，电厂一切发电业务终止。此后厂房建筑被用于铁路工人俱乐部等机构单位。:36。

## 电厂概况
截至民国24年（1935年），电厂内有容量1000千瓦与200千瓦的三相交流发电机各1台，皆为1923年电厂初建时装配。1935年总发电量为3,668,000千瓦时。厂中有职工25人，工人125人负责日常电厂运行。:391-392
該電廠隸屬於津浦鐵路管委会机务处:122，津浦鐵路沿綫各用电单位在民国25年（1936年）车务处电务课废止后改交电厂行政管理:390。

## 文化遗产

### 浦口火车站历史风貌区
2010年8月18日，南京市将浦口火车站及周边地带划为历史风貌区:103，浦口电厂建筑为该风貌区中的一处组成部分:50-51。

### 文物保护
浦口电厂区域现存3座民国建筑：电厂厂房一座、2层建筑一座、1层平房一座。电厂建筑曾经过改造，但主体基本保留原状:50-51。
2012年3月20日，电厂建筑被南京市人民政府列为第四批南京市文物保护单位。
电厂建筑在文物保护范围上与国保浦口火车站旧址实施联体保护。东至临江路，南至站台边，西至站台西端，北至北侧站台外、津浦路南侧、本体建筑北侧。